# Никифор Попфилипов
Никифор Попфилипов Стоянов (изписване до 1945 година: Никифоръ попъ Филиповъ Стояновъ) е български писател.

## Биография
Роден е в 1867 година в разложкото село Якоруда, тогава в Османската империя в семейството на възрожденеца поп Филип Стоянов. Учи в Мехомия, а после завършва духовната семинария в Самоков. Работи цял живот като учител в Самоковско, Софийско, Трънско и в родната си Якоруда. През учебната 1885 – 1886 година (на 18-годишна възраст) е помощник на видния просветен деец Никола Бележков. В 1923 – 1924 година е директор на Якорудската смесена прогимназия, като същевременно да предава история и география. Попфилипов организира в града самодеен театър и първото кино.
В средата на 90-те години започва да печата разкази в различни списание – „Искра“, „Просвета“ и други. Разказите му отразяват българския селски бит. По-късно пише в списанията „Лъч“, „Съвременник“ и „Венец“ и във вестниците „Лик“ и „Просветно единство“. Използва псевдонима Falco Peregrinus (в превод Сокол скитник), който дълго не е разкрит.
В произведенията си Попфилипов разглежда социални проблеми, критикува монархическия институт и милитаризма. Първата му книга е „Мило за драго. Откъс от записките на един ловец“, повлияна от Тургенев (1894). Най-значителната му творба е повестта „Бирникът дошъл. Из записките на ловеца“ (1899, второ издание 1928). Автор е на сборниците с разкази „Не била тя! Из народния живот. Записки на ловеца“ (1896), „Ситни дребни“ (1907), „Разкази за ловеца“ (1928), „Златни нанизи“ (1938), „Планинка. Из записките на ловеца“ (1940).
Автор е и на краеведческите книги „Якоруда, Разложко“ (1933), „Якоруда в сън“ (1938) и „Пенджикът на Якоруда“ (1941).